# Canthon oliverioi
Canthon oliverioi är en skalbaggsart som beskrevs av Guido Pereira och Martinez 1956. Canthon oliverioi ingår i släktet Canthon och familjen bladhorningar. Inga underarter finns listade.